# حوضه آبریز رودخانه کارون بزرگ

موقعیت حوضه آبریز رودخانه کارون بزرگ

حوضه آبریز کارون بزرگ، یکی از حوضه‌های باز ایران است که در تقسیم‌بندی حوضه‌های آبریز ایران، حوضهٔ فرعی به شمار می‌رود و زیرمجموعهٔ حوضهٔ آبریز خلیج فارس و دریای عمان است. مساحت این حوضه، ۶۷٬۲۵۷ کیلومتر مربع و رود اصلی آن، کارون است.

## جغرافیا
حوضهٔ آبریز کارون بزرگ شامل استان چهارمحال و بختیاری و بخش‌های بزرگی از استان‌های  لرستان و خوزستان و بخش‌ کوچکی از استان‌ کهگیلویه و بویراحمد و اصفهان است. 
آبراههٔ اصلی حوضه، رود کارون است که شاخهٔ های اصلی آن یعنی رود کوهرنگ و رود بازفت از زردکوه در استان چهارمحال و بختیاری سرچشمه می‌گیرند و بعد از تلاقی با هم، رود کارون تشکیل می‌شود. پس از تلاقی با رود خرسان ادامه یافته و در شمال شوشتر به دو شاخه تقسیم می‌شود، در بند قیر دوباره دو شاخه به یکدیگر می‌پیوندد. در همین نقطه، رود دز نیز به آن متصل می‌شود و در نهایت، در آبادان وارد اروندرود می‌شود.
آبراهه فرعی این حوضه، رود دز می‌باشد که از تلاقی رودهای بختیاری و سزار شکل می‌گیرد. سرچشمهٔ رود بختیاری در نزدیکی سرچشمهٔ کارون است و رود سزار از پیرامون بروجرد سرچشمه می‌گیرد.

## زیرحوضه‌ها
برپایهٔ دستور العمل تقسیم‌بندی حوضه‌های ایران، حوضهٔ آبریز کارون بزرگ به زیرحوضه‌های زیر تقسیم می‌شود:
| کد  | نام اختصاری زیرحوضه | مساحت کیلومتر مربع | تعداد زیرحوضه‌ها |
| --- | ------------------- | ------------------ | --------------- |
| ۲۳۱ | پایاب کارون         | ۵٬۹۲۴              | ۳               |
| ۲۳۲ | کارون               | ۳۸٬۱۰۴             | ۴               |
| ۲۳۳ | دز                  | ۲۳٬۲۲۹             | ۳               |

## طرحهای انتقال آب از حوضه کارون بزرگ
طرحهای زیادی برای انتقال آب از حوضه کارون در حال بهره‌برداری یا در حال ساخت هستند. علاوه بر این مطالعات بسیاری برای انتقال آب از حوضه کارون به سایر حوضه‌ها در دشت مرکزی ایران در دست مطالعه است. این در حالی است که در سال‌های گذشته در مواقع قابل توجهی از سال، دبی رودخانه کارون کمتر از حداقل دبی تعیین شده بوده است. طرحهای انتقال آب از حوضه کارون بزرگ و دبی آنها بنا بر اعلام سازمان آب و برق خوزستان (زیر مجموعه وزارت نیرو) به شرح زیر است. گفتنی است این آمار در معرض تغییرات هستند. از سوی دیگر برخی، آمارهای رسمی انتقال آب از حوضه کارون را نادرست و کمتر از انتقال آب واقعی می‌دانند.

طرحهای در حال بهره برداری

- تونل کوهرنگ ۱ - از کارون به زاینده رود - ۳۲۳ میلیون متر مکعب
- تونل کوهرنگ ۲ - از کارون به زاینده رود - ۳۲۶ میلیون متر مکعب
- طرح قمرود - از دز به قمرود - ۱۸۱ میلیون متر مکعب (ظرفیت در آینده به ۲۵۰ میلیون متر مکعب افزایش خواهد یافت)، قطر تونل: چهار و شش دهم متر [۹]
- تونل چشمه لنگان - از دز به زاینده رود - ۱۲۰ میلیون متر مکعب[۱۰]
- تونل خدنگستان - از دز  به زاینده‌رود - ۸۴ میلیون متر مکعب، قطر تونل: سه و دو دهم متر [۱۱][۱۲]

طرحهای در حال ساخت 

- تونل کوهرنگ ۳ - از کارون به زاینده رود - ۲۵۳ میلیون متر مکعب (آمار قدیمی‌تر ۱۲۰ میلیون متر مکعب اعلام شده بود) [۱۳]
- سد و تونل کمال صالح - از دز به اراک - ۶۵ میلیون متر مکعب
- طرح بهشت آباد - از کارون به زاینده رود - ۵۸۰ میلیون متر مکعب (طراحی و ساخت تونل بر مبنای انتقال یک میلیارد متر مکعب آب می‌باشد.[۱۴])
- طرح ونک سولگان - از کارون به رفسنجان و کرمان - ۳۴۳ میلیون متر مکعب (دبی اولیه ۲۰۰ میلیون متر مکعب اعلام شده بود)

طرحهای در حال مطالعه

- سد و تونل گوکان - از کارون به زاینده رود - ۲۰۰ میلیون متر مکعب (آمار بروز شده ۵۲۵ میلیون متر مکعب[۱۵])
- سد شهید - از کارون به آباده-نجف آباد ۶۰ میلیون متر مکعب
- سد بیده و تونل ماربر - از کارون به آباده-نجف آباد ۲۳۰ میلیون متر مکعب
- سد و تونل پشندگان - از کارون به زاینده‌رود - ۲۴۵ میلیون متر مکعب[۱۶]
- سد و تونل یلان - از کارون به زاینده‌رود - ۱۶۵ میلیون متر مکعب  [۱۷]

### انتقال آب به کشورهای خارجی
- انتقال آب به کویت

ایران در سال ۱۳۸۲ توافقنامه‌ای بلندپروازانه با کویت امضا کرد که بر اساس آن مقرر شد تا ایران سالانه ۳۳۰ میلیون متر مکعب آب به کویت منتقل کند. این طرح انتقال آب هیچگاه به تصویب مجلس ایران نرسید و وارد مرحله اجرایی نشد. 

- انتقال آب به بصره

شبکه تلویزیونی بلادی عراق گزارشی پخش کرد که در آن ادعا شد عراق با جمهوری اسلامی ایران برای تامین آب بصره به توافق رسیده و مردم بصره از رهبر ایران تشکر می‌کنند. وبسایت تابناک نیز گزارش داد که طبق اخبار منابع محلی قرار است انتقال آب به بصره از ایستگاه پمپاژ قیصریه در طرح تامین آب غدیر در شهر هویزه تامین شود، اما نمی‌تواند بتنهایی این اخبار را تایید یا رد کند. 